# Kropp
Pour les articles homonymes, voir Kropp (homonymie).

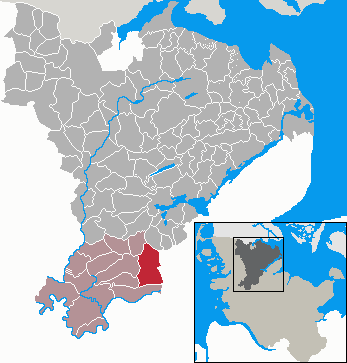

Kropp (en danois Krop) est une commune de l'arrondissement de Schleswig-Flensburg, dans le Schleswig-Holstein, en Allemagne. 

## Histoire
Kropp a été mentionnée pour la première fois dans un document officiel en 1285 sous le nom de Croop.

## Source
- (de) Cet article est partiellement ou en totalité issu de l’article de Wikipédia en allemand intitulé « Kropp » (voir la liste des auteurs).